# Thomasomys pyrrhonotus
Thomasomys pyrrhonotus es una especie de roedor de la familia Cricetidae.

## Distribución geográfica
Se encuentra en Ecuador y Perú. 